# Зваре (станция)
Зва́ре (латыш. Zvāre) — железнодорожная станция на линии Вентспилс — Тукумс II в Тукумском крае Латвии. Открыта в 1928 году.